# 김정태 (1926년)
김정태(金正泰, 1926년 5월 2일 ~ )는 대한민국의 외무공무원이다.

## 학력
- 1949년 : 서울대학교 정치학 학사

## 경력
- 1968 ~ 1971 : 외무부 아주국장
- 1971 ~ 1973 : 주 시카고 총영사
- 1974 ~ 1977 : 외무부 정무차관보
- 1977 ~ 1980 : 주 포르투갈 대사
- 1980 ~ 1984 : 주 인도 대사
- 1987 ~ : 계간 '외교' 편집인
- 1994 ~ 1997 : 한국공정경쟁협회 이사

## 참고
| 전임 장상문 | 제5대 외무부 경제차관보 1973년 2월 6일 ~ 1973년 12월 31일 | 후임 김동휘 |

| 전임 장상문 | 제6대 외무부 정무차관보 1973년 12월 31일 ~ 1977년 4월 23일 | 후임 이민용 |